# Załuski-Bibliothek

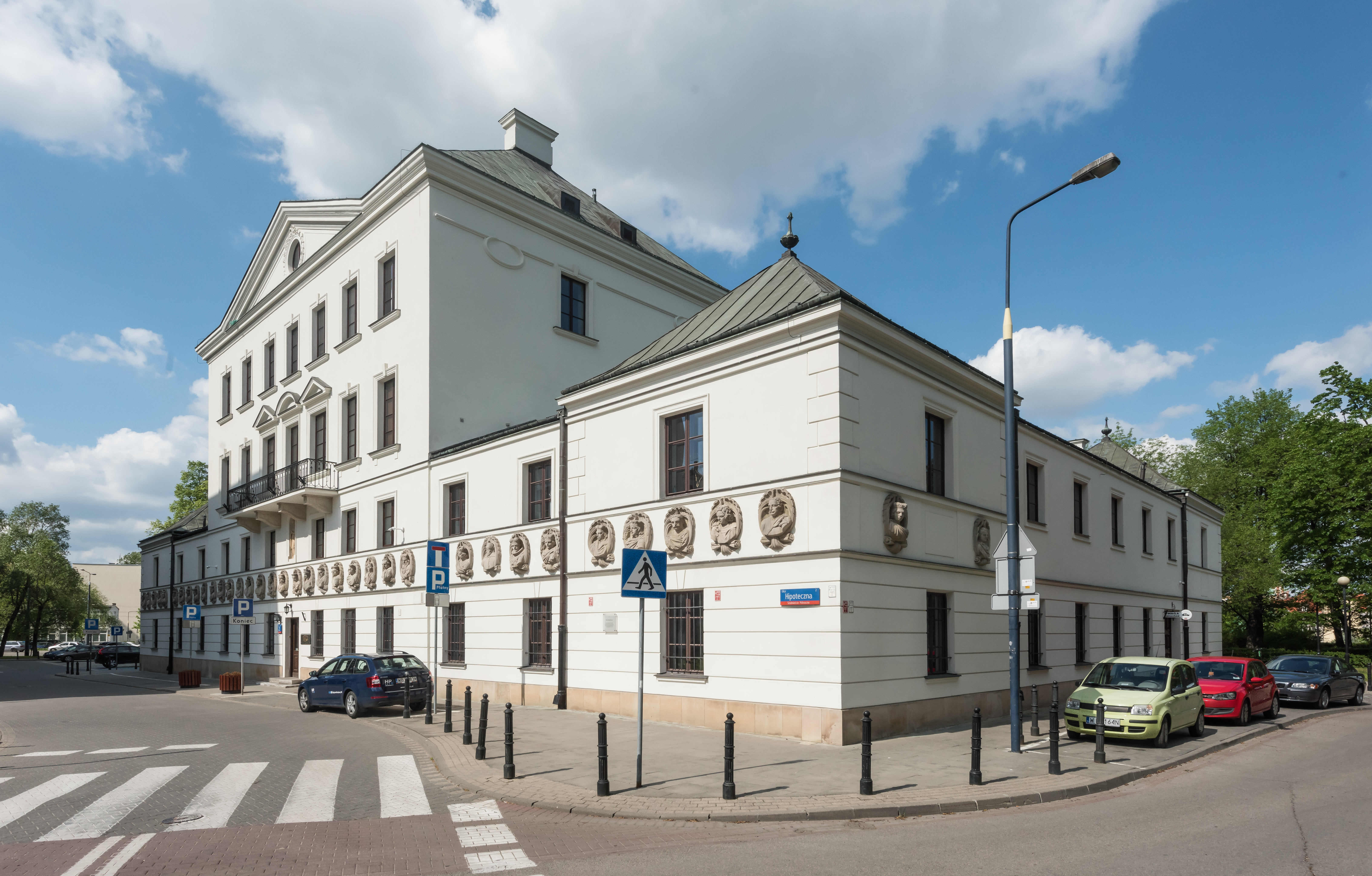
Heutiges Gebäude der Załuski-Bibliothek

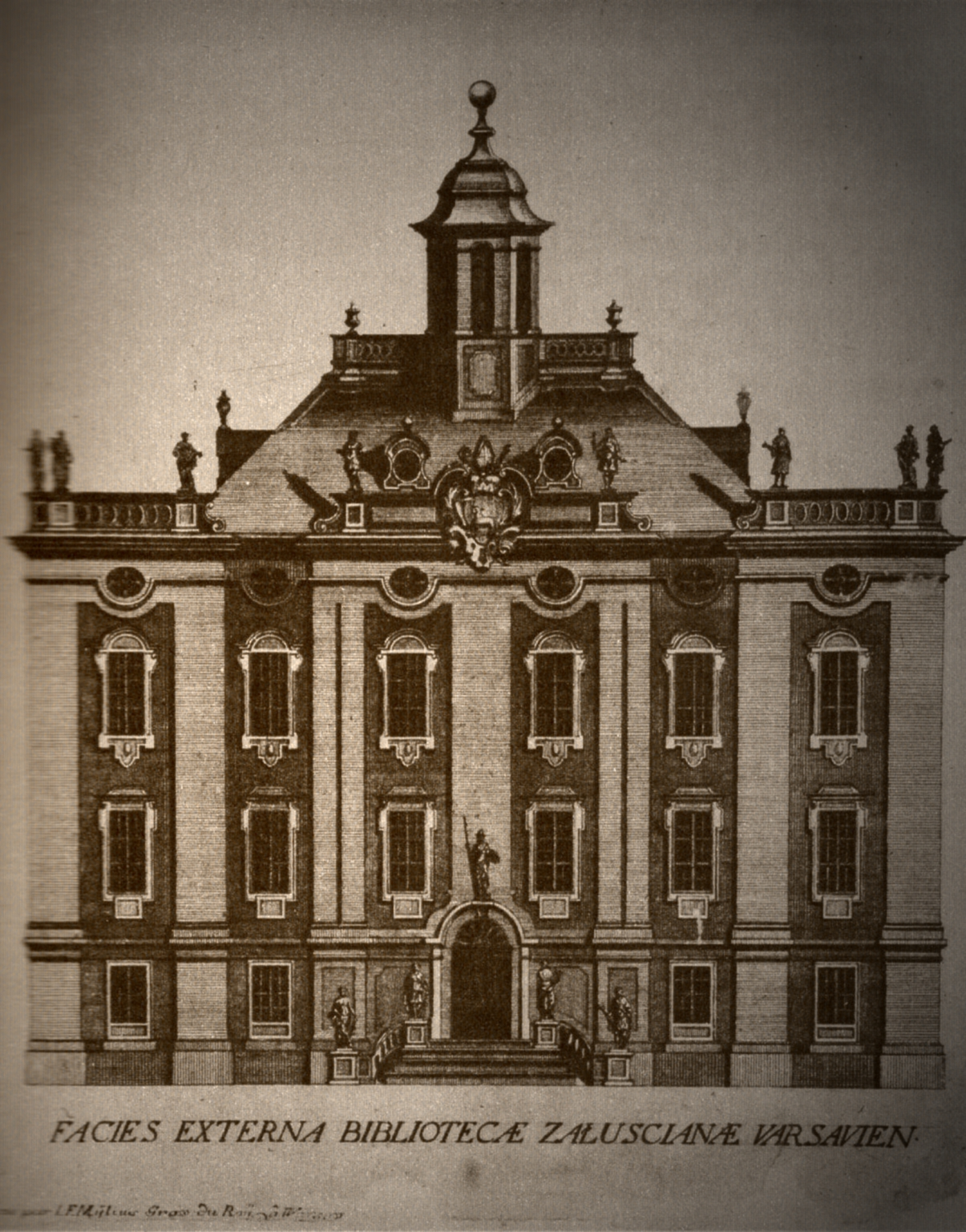
Załuski-Bibliothek 1752

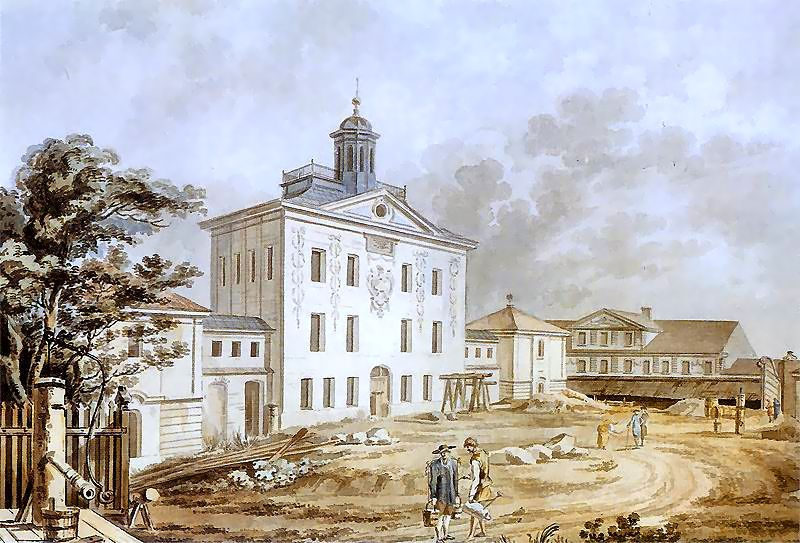
Bibliotheksgebäude um 1800

Die Załuski-Bibliothek (Polnisch Biblioteka Załuskich, Lateinisch: Bibliotheca Zalusciana) war eine polnische Bibliothek. Sie wurde in Warschau von 1736 bis 1747 von den katholischen Bischöfen Józef Andrzej Załuski und seinem Bruder Andrzej Stanisław Załuski in Warschau aufgebaut und existierte von 1747 bis zu ihrer Auflösung durch die russische Armee 1795. Die Bibliothek war der Öffentlichkeit zugänglich und somit die erste öffentliche Bibliothek Polens, die größte des Landes und gehörte zu den zu diesem Zeitpunkt größten Bibliotheken weltweit.
In der Folge des Kościuszko-Aufstands 1794 beschlagnahmten russische Truppen auf Befehl der Zarin Katharina II. den Bestand der Bibliothek und brachten ihn nach St. Petersburg, wo er ein Jahr später ein grundlegender Teil der neugegründeten Kaiserlich Öffentlichen Bibliothek wurde.
In den 1920er Jahren wurde ein Teil des historischen Bestandes der Bibliothek von der Regierung der Russischen Sozialistischen Föderativen Sowjetrepublik an den neugegründeten polnischen Staat zurückgegeben. In der Folge des Warschauer Aufstandes von 1944 wurden jedoch – im Oktober desselben Jahres – auch diese verbliebenen Teile durch ein deutsches Brandkommando zerstört.

## Geschichte
Die Gründer der Załuski-Bibliothek, Józef Andrzej Załuski und Andrzej Stanisław Załuski, waren Bücherliebhaber und trugen im Laufe der Zeit die Büchersammlungen vieler anderer, früherer polnischer Bibliophiler, wie etwa Jakub Zadzik, Krzysztof Opaliński, Tomasz Ujejski, Janusz Wiśniowiecki, Jerzy Mniszech und Johann III. Sobieski zusammen. Der Plan zur Gründung einer Bibliothek, die diese Werke enthalten sollte, entstand bereits in den 1730ern und wurde durch die Einrichtung der Załuski-Bibliothek im Warschauer Daniłowicz-Palast 1747 realisiert. Die Bibliothek hatte zwei Stockwerke (ein großer Leseraum befand sich auf der zweiten Etage) und wurde von einem kleinen Turm gekrönt, in dem sich ein astronomisches Observatorium befand.
Die Załuski-Bibliothek wird als erste öffentliche Bibliothek Polens und als eine der größten Bibliotheken ihrer Zeit betrachtet. Bei ihrer Eröffnung beinhaltete die Bibliothek über 200.000 Werke, welche bis Ende der 1780er auf über 400.000 Druckerzeugnisse, Karten und Manuskripte anwuchsen. Über diese Werke hinaus gehörten auch eine Kunstsammlung, wissenschaftliche Instrumente sowie Proben von Pflanzen und Tieren zum Bibliotheksbestand.
Die Bibliothek war an Dienstagen und Donnerstagen in der Zeit von 7 bis 19 Uhr geöffnet. An den Türen hingen Schilder, auf denen die Besucher darum gebeten wurden leise zu sein, vor dem Lesen für die Brüder Załuski zu beten und keine Bücher aus der Bibliothek hinauszunehmen – eine Hausregel, die vielfach gebrochen wurde. Letztlich wendeten sich die Brüder (und Bischöfe) Załuski sogar an Papst Benedikt XIV. und baten diesen um Hilfe bei der Einschränkung des Diebstahls in ihrer Bibliothek, so dass dieser 1752 potentiellen Dieben der Bücher in einer päpstlichen Bulle (vergeblich) mit der Exkommunikation drohte.
Nach dem Tod der Załuski-Brüder übernahm die neugegründete Komisja Edukacji Narodowej (KEN, Kommission für die nationale Bildung) 1774 die Kontrolle über die Bibliothek.
Im Jahr 1794, in der Folgezeit der zweiten polnischen Teilung und des Kościuszko-Aufstands, beschlagnahmten russische Truppen auf Befehl der Zarin Katharina II. den Bestand der Bibliothek und brachten ihn nach St. Petersburg. Auf dem Weg dorthin gingen bereits zahlreiche Stücke verloren, wurden gestohlen oder zerstört. In St. Petersburg wurde der Bestand der Załuski-Bibliothek ein Jahr später ein grundlegender Teil der neugegründeten Imperialen Öffentlichen Bibliothek. In späteren Jahren wurde der Bestand der Załuski-Bibliothek auf verschiedene russische Bibliotheken verteilt. 1842 und 1863 kehrten Teile der Sammlung  nach Polen zurück. Nach dem Ersten Weltkrieg und dem polnisch-sowjetischen Krieg wurde ein Teil des historischen Bestandes der Bibliothek – etwa 50.000 Bände – in den 1920er Jahren von der Regierung der Russischen Sozialistischen Föderativen Sowjetrepublik an den neugegründeten polnischen Staat zurückgegeben.
Während der Zeit des Warschauer Aufstandes von 1944 wurden jedoch auch diese verbliebenen Teile durch ein deutsches Brandkommando zerstört. Gerettet werden konnten nur etwa 1800 Manuskripte und 30.000 gedruckte Werke. In der Volksrepublik Polen wurde das Gebäude wieder wiederaufgebaut.
Das ursprüngliche Bibliotheksgebäude wurde 1821 als Mietshaus adaptiert. Während der Rekonstruktion dieses Gebäudes fand man die Büsten der polnischen Herrscher, die ursprünglich das Innere der Bibliothek schmückten (bis an die Zeiten der Teilungen Polens), und sie wurden auf die Gebäudefassade gestellt. Seit dieser Zeit wurde es „Haus unter den Königen“ (Dom pod Królami) genannt.
Die heutige polnische Nationalbibliothek, die 1928 gegründet wurde, sieht sich selbst als Erbin der Załuski-Bibliothek.